# Gian Niccolò Trivulzio
Gian Niccolò Trivulzio, I conte di Musocco (Milano, 1479 – Torino, 7 luglio 1512), è stato un nobile e condottiero italiano, era figlio del famoso comandante Gian Giacomo Trivulzio, I marchese di Vigevano.

## Biografia

### Infanzia
Era figlio del condottiero Gian Giacomo Trivulzio e di Margherita Colleoni.

### Matrimonio

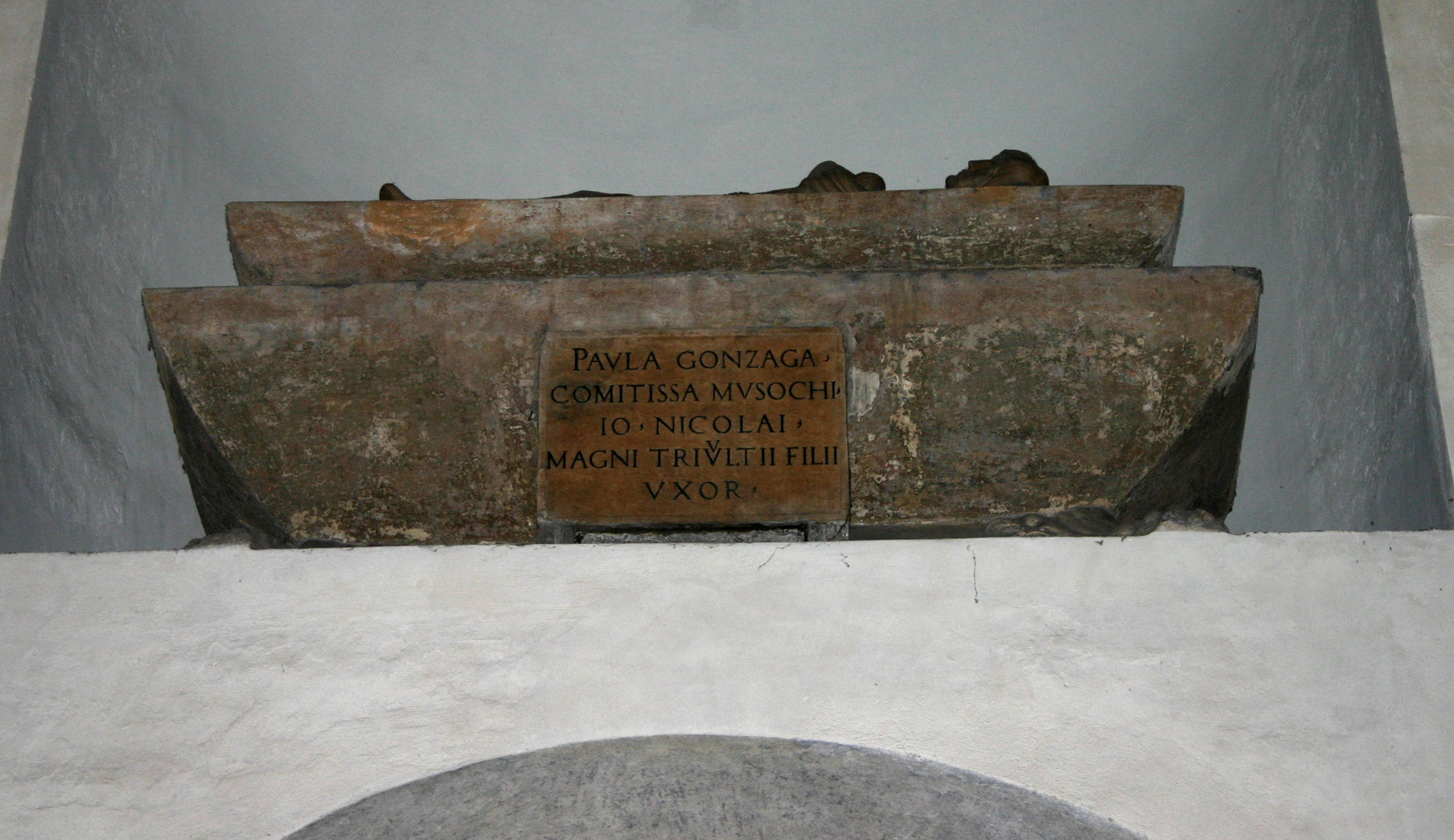
Milano, Basilica di San Nazaro, tomba di Paola Gonzaga

Giovan Niccolò sposò Paola Gonzaga, figlia di Rodolfo Gonzaga - i patti dotali furono stabiliti il 26 dicembre 1500 e il matrimonio celebrato nel luglio 1501.

### Carriera militare

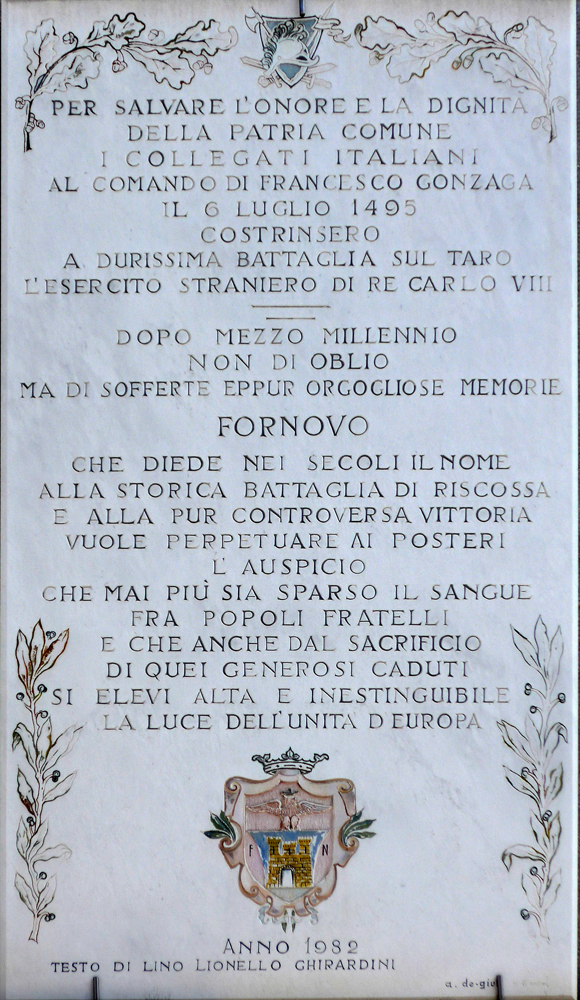
Fornovo di Taro, lapide a ricordo della battaglia del 1495

Apprese dal padre l'arte delle armi e lo seguì nel Regno di Napoli. Passò al servizio di Carlo VIII e combatté sedicenne nella Battaglia di Fornovo del 1495 venendo nominato sul campo cavaliere. Negli scontri con Carlo VIII perse la vita il futuro suocero di Gian Niccolò, Rodolfo Gonzaga, signore di Castiglione, Castel Goffredo e Solferino.
Nel 1499 fu a fianco del padre contro gli Sforza, quando prese Milano. Nel 1501 ricevette il feudo di Castelnuovo di Tortona. Nel 1509 partecipò alla battaglia di Agnadello contro i veneziani e ricevette il feudo di San Giovanni in Croce nel cremonese.

### Morte
Morì a Torino il 7 luglio 1512, di sifilide, all'età di trentatré anni.

## Discendenza
Giovan Niccolò e Paola Gonzaga ebbero sei figli:
- Ippolita (1503 - 26 agosto 1509[2]);
- Luigi, morto giovane
- Margherita, morta giovane
- Gian Francesco (1509-1573), condottiero al servizio del Ducato di Milano
- Bianca
- Giulia, sposò il marchese Gerolamo Talenti

## Ascendenza
|                        |                   |                  | Genitori |  |  | Nonni                 |  |  | Bisnonni            |  |
|                        |                   |                  |          |  |  | Giangiacomo Trivulzio |  |  | Antoniolo Trivulzio |  |
|                        |                   |                  |          |  |  | Giangiacomo Trivulzio |  |  | Antoniolo Trivulzio |  |
|                        |                   | Bianca Landriani |          |  |  | Giangiacomo Trivulzio |  |  |                     |  |
| Gian Giacomo Trivulzio |                   |                  |          |  |  | Giangiacomo Trivulzio |  |  |                     |  |
|                        |                   | Antonia Fagnani  | ..       |  |  |                       |  |  |                     |  |
|                        |                   | Antonia Fagnani  | ..       |  |  |                       |  |  |                     |  |
|                        |                   | Antonia Fagnani  | ...      |  |  |                       |  |  |                     |  |
| Gian Niccolò Trivulzio |                   | Antonia Fagnani  |          |  |  |                       |  |  |                     |  |
|                        | Nicolino Colleoni | ...              |          |  |  |                       |  |  |                     |  |
|                        | Nicolino Colleoni | ...              |          |  |  |                       |  |  |                     |  |
|                        | Nicolino Colleoni | ...              |          |  |  |                       |  |  |                     |  |
| Margherita Colleoni    | Nicolino Colleoni |                  |          |  |  |                       |  |  |                     |  |
|                        |                   | ...              | ...      |  |  |                       |  |  |                     |  |
|                        |                   | ...              | ...      |  |  |                       |  |  |                     |  |
|                        |                   | ...              | ...      |  |  |                       |  |  |                     |  |
|                        |                   | ...              |          |  |  |                       |  |  |                     |  |